# 2248 Kanda
2248 Kanda (1933 DE) là một tiểu hành tinh vành đai chính được phát hiện ngày 27 tháng 2 năm 1933 bởi K. Reinmuth ở Heidelberg.